# Vittorie al Palio di Asti
Elenco delle vittorie al Palio di Asti divise per secoli.

## XVII secolo
| Palio          | Proprietario e Vincitore                                         | Fantino                               | Cavallo               | Rione, Borgo, Comune di appartenenza | Note |
| -------------- | ---------------------------------------------------------------- | ------------------------------------- | --------------------- | ------------------------------------ | --- |
| 1655           | Confraternita della SS. Annunziata                               | Giuseppe Pagliano                     | -                     | [ N 1 ]                              | - |
| 1656           | Confraternita di S.Giovanni Decollato                            | -                                     | -                     | Rione Cattedrale                     | - |
| 1657           | Confraternita della SS. Annunziata                               | -Giuseppe Pagliano                    | -                     | [ N 2 ]                              | - |
| 1658           | Confraternita della SS. Annunziata                               | -                                     | -                     | [ N 2 ]                              | - |
| 1661           | Confraternita della SS. Annunziata                               | -                                     | -                     | [ N 2 ]                              | - |
| 1665           | Confraternita della Trinità                                      | -Giovanni Battista Piola              | -                     | Rione San Paolo                      | - |
| 1666           | Confraternita della SS. Annunziata                               | -                                     | -                     | [ N 2 ]                              | - |
| 1667           | Confraternita della Trinità                                      | -Giovanni Francesco Camerano          | -                     | Rione San Paolo                      | - |
| 1668           | Giovanni Francesco Grasso a nome di S.A. Il Principe di Piemonte | -Giovanni Francesco Camerano          | -                     | -                                    | - |
| 5 maggio 1669  | Confraternita della SS. Annunziata                               | -                                     | -                     | [ N 2 ]                              | - |
| 17 aprile 1670 | Confraternita di San Michele                                     | Giacomo Durante detto "Genovese"      | cavallo di pelo sauro | Rione San Martino/San Rocco          | - |
| 9 aprile 1671  | Confraternita della SS. Annunziata                               | -Giacomo Durante detto "Genovese"     | -                     | [ N 1 ]                              | - |
| 1672           | Confraternita della SS. Annunziata                               | -Giorgio Dal Pero                     | -                     | [ N 1 ]                              | - |
| 13 aprile 1673 | Confraternita della SS. Annunziata                               | Giorgio dal Pero                      | -                     | [ N 1 ]                              | - |
| 1674           | Diego Palma speziale                                             | -Luigi Dal Pero                       | -                     | -                                    | - |
| 1675           | Confraternita della Trinità                                      | -                                     | -                     | Rione San Paolo                      | - |
| 1676           | Conte Curbis di San Michele a nome di S.A.R                      | -Pietro Pero                          | -                     | -                                    | - |
| 1677           | Confraternita della Trinità                                      | Bartolomeo Fasano                     | -                     | Rione San Paolo                      | Vince il cavallo scosso. A partire da questa edizione si stabilisce che il cavallo possa vincere per il proprio Rione anche senza essere montato dal fantino. |
| 1688           | -                                                                | -                                     | -                     | -                                    | A partire da questo Palio furono riammessi alla corsa i "forestieri", esclusi a partire dal 1480 dopo la vittoria di Alba del 1479.                           |
| 1690           | Confraternita della SS. Annunziata                               | Giovanni Francesco Cane detto "Morra" | -                     | [ N 1 ]                              | - |
| 1692           | Confraternita di San Rocco                                       | Giuseppe Cirio                        | -                     | Rione San Martino/San Rocco          | - |
| 1695           | Confraternita di San Rocco                                       | -                                     | -                     | Rione San Martino/San Rocco          | - |
| 1696           | Confraternita di San Rocco                                       | -                                     | -                     | Rione San Martino/San Rocco          | - |

## XVIII secolo
| Palio          | Proprietario e Vincitore                                            | Fantino                                                    | Cavallo                           | Rione, Borgo, Comune di appartenenza | Note |
| -------------- | ------------------------------------------------------------------- | ---------------------------------------------------------- | --------------------------------- | ------------------------------------ | --- |
| 18 aprile 1719 | Confraternita della SS. Annunziata                                  | Antonio Torrello di Ovada                                  | cavallo barbaro di pelo stronello | [ N 1 ]                              | - |
| 18 aprile 1720 | Confraternita della SS. Trinità                                     | Antonio Torrello di Ovada                                  | cavallo barbaro di pelo isabella  | Rione San Paolo                      | - |
| 1721           | Confraternita di Viatosto                                           | -                                                          | -                                 | Borgo Viatosto                       | - |
| 1722           | Massa (Corporazione) dei Panettieri                                 | -                                                          | -                                 | -                                    | - |
| 1723           | Confraternita della SS. Annunziata                                  | -                                                          | -                                 | [ N 2 ]                              | - |
| 1724           | Confraternita di San Rocco                                          | -                                                          | -                                 | Rione San Martino/San Rocco          | - |
| 12 aprile 1725 | Confraternita di San Rocco                                          | -                                                          | cavallo barbaro                   | Rione San Martino/San Rocco          | - |
| 1726           | Confraternita della Misericordia                                    | -                                                          | -                                 | Rione Cattedrale                     | - |
| 1727           | Confraternita di San Rocco                                          | -                                                          | -                                 | Rione San Martino/San Rocco          | - |
| 18 aprile 1728 | Confraternita SS.Trinità                                            | Francesco Roggero                                          | cavallo rosso                     | Rione San Paolo                      | - |
| 28 aprile 1729 | Conte Gerolamo Pelletta di Cossombrato                              | Francesco Manettino                                        | cavallo barbaro                   | -                                    | il paggio ha 13 anni |
| 20 aprile 1730 | Compagnia di S.Antonio di Monza                                     | Francesco Manò                                             | cavallo sardo                     | Monza                                | - |
| 5 aprile 1731  | Confraternita di S.Michele                                          | -                                                          | -                                 | Rione San Martino/San Rocco          | - |
| 1º maggio 1732 | Confraternita di S.Michele                                          | -                                                          | -                                 | Rione San Martino/San Rocco          | - |
| 16 aprile 1733 | Confraternita di S.Michele                                          | -                                                          | -                                 | Rione San Martino/San Rocco          | - |
| 6 maggio 1734  | -                                                                   | -                                                          | -                                 | -                                    | non si conosce l'ordine d'arrivo |
| 11 aprile 1735 | Madonna di Borgomale                                                | Lorenzo Marro                                              | -                                 | Rione Santa Caterina                 | - |
| 12 aprile 1736 | Confraternita di Viatosto                                           | -                                                          | -                                 | Borgo Viatosto                       | - |
| 19 maggio 1737 | Confraternita di S.Rocco                                            | Lorenzo Marro                                              | cavallo Calabrese                 | Rione San Martino/San Rocco          | - |
| 17 aprile 1738 | Confraternita della SS. Trinità                                     | -                                                          | -                                 | Rione San Paolo                      | - |
| 9 aprile 1739  | Confraternita di S.Rocco                                            | -                                                          | -                                 | Rione San Martino/San Rocco          | - |
| 28 aprile 1740 | Giacomo Olivero, a nome della Madonna del Carmine, Contrada Maestra | -                                                          | -                                 | -                                    | - |
| 13 aprile 1741 | Confraternita di S.Rocco                                            | -                                                          | -                                 | Rione San Martino/San Rocco          | - |
| 5 aprile 1742  | Confraternita di S.Michele                                          | -                                                          | -                                 | Rione San Martino/San Rocco          | - |
| 25 aprile 1743 | Confraternita di Viatosto                                           | Antonio Ranco                                              | cavallo Italiano                  | Borgo Viatosto                       | - |
| 16 aprile 1744 | Confraternita della SS.Annunziata                                   | Antonio Ranco                                              | cavallo grigio                    | [ N 1 ]                              | - |
| 29 aprile 1745 | Compagnia di S.Antonio di Camerano Casasco                          | Giacomo Bodone                                             | cavallo sardo grigio              | Camerano Casasco                     | - |
| 21 aprile 1746 | Confraternita della Misericordia                                    | Antonio Ranco                                              | cavallo sardo grigio              | Rione Cattedrale                     | - |
| 13 aprile 1747 | Confraternita di S.Rocco                                            | Lorenzo Marro                                              | cavallo baio                      | Rione San Martino/San Rocco          | - |
| 25 aprile 1748 | Confraternita di S.Michele                                          | Lorenzo Marro                                              | cavallo Maltese                   | Rione San Martino/San Rocco          | - |
| 27 aprile 1749 | Confraternita di S.Giuseppe di S.Damiano                            | Antonio Ranco                                              | cavallo Maltese                   | San Damiano d'Asti                   | - |
| 9 aprile 1750  | Confraternita della SS. Trinità                                     | Antonio Ranco                                              | cavallo spagnuolo                 | Rione San Paolo                      | - |
| 22 aprile 1751 | Chiesa SS.Annunziata                                                | -                                                          | -                                 | [ N 1 ]                              | - |
| 23 aprile 1752 | Confraternita della SS.Annunziata                                   | Antonio Ranco                                              | cavallo spagnuolo                 | [ N 1 ]                              | - |
| 3 maggio 1753  | Tommaso Incisa, a nome della Madonna del Carmine, Contrada Maestra  | Antonio Ranco                                              | Cavallo Sardo                     | -                                    | - |
| 25 aprile 1754 | Confraternita della SS.Annunziata                                   | Antonio Ranco                                              | cavallo maltese                   | [ N 1 ]                              | - |
| 26 aprile 1755 | Confraternita della SS.Annunziata                                   | Antonio Ranco                                              | cavallo maltese                   | [ N 1 ]                              | - |
| 29 aprile 1756 | Confraternita di S.Michele                                          | Antonio Ranco                                              | cavallo sardo                     | Rione San Martino/San Rocco          | - |
| 21 aprile 1757 | Confraternita della SS.Annunziata                                   | Antonio Ranco                                              | cavallo barbaro                   | [ N 1 ]                              | - |
| 6 aprile 1758  | Confraternita della SS.Annunziata                                   | Antonio Ranco                                              | -                                 | [ N 1 ]                              | - |
| 26 aprile 1759 | Confraternita di San Rocco                                          | Antonio Ranco                                              | cavallo barbaro                   | Rione San Martino/San Rocco          | - |
| 17 aprile 1760 | Confraternita di San Rocco                                          | Antonio Ranco                                              | cavallo barbaro                   | Rione San Martino/San Rocco          | - |
| 2 aprile 1761  | Confraternita della SS.Annunziata                                   | Antonio Ranco                                              | cavallo sardo                     | [ N 1 ]                              | - |
| 22 aprile 1762 | Conte Gerolamo Pelletta di Cortanze                                 | Antonio Ranco                                              | cavallo barbaro                   | -                                    | - |
| 14 aprile 1763 | Madonna delle Salve di Alessandria                                  | Giuseppe Botasso                                           | cavallo barbaro                   | Alessandria                          | - |
| 3 maggio 1764  | Madonna di Borgomale                                                | Antonio Ranco                                              | cavallo barbaro                   | Rione Santa Caterina                 | - |
| 18 aprile 1765 | Compagnia di San Secondo                                            | Antonio Ranco                                              | cavallo sardo                     | Rione San Secondo                    | - |
| 10 aprile 1766 | Notaio G.Pagliano                                                   | Antonio Ranco                                              | cavallo sardo                     | -                                    | - |
| 30 aprile 1767 | Compagnia di S.Bernardino di Ceresole d'Alba                        | -                                                          | -                                 | Ceresole d'Alba                      | - |
| 14 aprile 1768 | Compagnia di S.Bernardino di Ceresole d'Alba                        | -                                                          | -                                 | Ceresole d'Alba                      | - |
| 6 aprile 1769  | Compagnia di S.Bernardino di Ceresole d'Alba                        | -                                                          | -                                 | Ceresole d'Alba                      | - |
| 1º maggio 1770 | Vergine delle grazie di Chieri                                      | -                                                          | -                                 | Chieri                               | - |
| 28 aprile 1771 | Compagnia della SS Trinità di Chieri                                | -                                                          | -                                 | Chieri                               | - |
| 10 maggio 1772 | Compagnia della SS Trinità di Chieri                                | -                                                          | -                                 | Chieri                               | - |
| 22 aprile 1773 | Compagnia di S.Rocco di Cavallermaggiore                            | -                                                          | -                                 | Cavallermaggiore                     | - |
| 14 aprile 1774 | Compagnia di S.Rocco di Cavallermaggiore                            | -                                                          | -                                 | Cavallermaggiore                     | - |
| 27 aprile 1775 | Madonna di Barbantana                                               | -                                                          | -                                 | Borgo San Lazzaro                    | - |
| 18 aprile 1776 | Confraternita delle Umiliate                                        | Antonio Ranco detto Tognino                                | cavallo barbero di pelo baio      | Rione Cattedrale                     | - |
| 9 aprile 1777  | Confraternita di Viatosto                                           | Antonio Ranco detto Tognino                                | cavallo barbero di pelo castagno  | Borgo Viatosto                       | - |
| 4 maggio 1778  | Confraternita di San Rocco di Torino                                | Giuseppe Rivarolo detto Tartaglia                          | cavallo inglese                   | Torino                               | - |
| 15 aprile 1779 | Confraternita di San Michele                                        | Giuseppe Rivarolo detto Tartaglia                          | cavallo inglese                   | Rione San Martino/San Rocco          | - |
| 6 aprile 1780  | Confraternita di San Rocco                                          | Giovanni Bodone detto Ballino                              | cavallo inglese                   | Rione San Martino/San Rocco          | - |
| 26 aprile 1781 | Confraternita della SS.Annunziata                                   | Giovanni Bodone detto Ballino                              | cavallo inglese color rosso       | [ N 1 ]                              | - |
| 18 aprile 1782 | Vincenzo Pavia oste dell'Angelo"                                    | Giovanni Bodone detto Ballino                              | cavallo inglese color rosso       | -                                    | - |
| 26 aprile 1783 | avv. Lodovico Ferrero                                               | Giovanni Bodone detto Ballino                              | cavallo inglese color rosso       | -                                    | - |
| 22 aprile 1784 | San Pietro di Felizzano                                             | Giovanni Bodone detto Ballino                              | cavallo inglese color rosso       | Felizzano                            | - |
| 7 aprile 1785  | Compagnia di Costigliole d'Asti                                     | Giovanni Bodone detto Ballino                              | cavallo inglese baio              | Costigliole d'Asti                   | - |
| 27 aprile 1786 | sig.banchiere Bech                                                  | Biondino                                                   | cavallo ferrarese, bianco         | -                                    | - |
| 29 aprile 1787 | Madonna della Consolata di Torino                                   | -                                                          | cavallo inglese                   | Torino                               | - |
| 3 aprile 1788  | Madonna del Rosario di Valcossera                                   | Giovanni Bodone detto Ballino                              | cavallo inglese, baio             | Borgo San Lazzaro                    | - |
| 23 aprile 1789 | Madonna del Buonconsiglio                                           | Giacomo Degregorio detto Priocchino                        | cavallo inglese, baio             | -                                    | l'Incisa così commenta:"in quaranta e più anni che vedo questa corsa, non mi ricordo d'aver veduto una corsa così goffa e spregevole". |
| 4 maggio 1790  | Confraternita della Misericordia                                    | Paolo Bodone detto Balinetto                               | cavallo sardo                     | Rione Cattedrale                     | Il paggio Balinetto è il figlio di Ballino, paggio plurivincitore in questo secolo                                                     |
| 5 maggio 1791  | Compagnia di San Secondo                                            | Giacomo Degregorio detto Priocchino                        | -                                 | Rione San Secondo                    | - |
| 19 aprile 1792 | Marchese di Frinco, per San Firmino                                 | Paolo Bodone detto Balinetto                               | -                                 | -                                    | - |
| 11 aprile 1793 | Beata Concezione di Baldichieri d'Asti                              | Reboà                                                      | -                                 | Baldichieri d'Asti                   | - |
| 1º maggio 1794 | San Antonio d'Asti                                                  | Carlo Manzone detto Vandomo                                | -                                 | -                                    | i partecipanti furono tre |
| 15 aprile 1795 | Madonna della Consolata di Torino                                   | Giacomo Degregorio detto Priocchino                        | -                                 | Torino                               | - |
| 6 aprile 1796  | Milizie torinesi, SS.Sacramento di Torino                           | Michele Degiovanni detto Pantalino                         | -                                 | Torino                               | - |
| 1º maggio 1797 | Madonna delle Salve di Alessandria                                  | Francesco Cortese detto Cristofino o "Paggio dell'Inferno" | -                                 | Alessandria                          | - |
| 19 aprile 1798 | Confraternita di San Michele                                        | Giorgino                                                   | cavallo turco                     | Rione San Martino/San Rocco          | - |
| 1799           | -                                                                   | -                                                          | -                                 | -                                    | Corsa sospesa "per i continui passaggi di truppe"                                                                                      |

## XIX secolo
| Palio          | Proprietario e Vincitore                                                  | Fantino                              | Cavallo            | Rione, Borgo, Comune di appartenenza | Note |
| -------------- | ------------------------------------------------------------------------- | ------------------------------------ | ------------------ | ------------------------------------ | --- |
| 1800           | -                                                                         | -                                    | -                  | -                                    | Corsa sospesa "per i continui passaggi di truppe" |
| 29 aprile 1801 | San Rocco                                                                 | A.Bosio                              | cavallo toscano    | San Martino-San Rocco                | il palio reca i simboli della Rivoluzione francese: berretto frigio e donna della libertà |
| 4 maggio 1802  | Luigi Sannazzaro, capo squadrone del XXVI Regg. cacciatori                | Manzone                              | Castagno           | -                                    | il governo rivoluzionario proibisce qualsiasi coccarda fuorché la nazionale. Il Palio viene ripetuto la sera dopo il 5 maggio , in seguito alla falsa partenza di alcuni paggi. Vinse comunque in tutte e due le corse il paggio Manzone |
| 3 maggio 1803  | Antonio Rosso                                                             | G.Ratti                              | cavallo sardo      | Racconigi                            | - |
| 1º maggio 1804 | Dott. Moretta, per la Società Patriottica di Asti                         | Luigi Picossi                        | -                  | -                                    | - |
| 7 maggio 1805  | Giuseppe Solaro, sotto gli auspici di S.Barbara                           | C.Manzone                            | -                  | -                                    | - |
| 8 maggio 1806  | Giovanni Bosio, a nome della Società di Bacco, in Asti                    | -                                    | -                  | -                                    | - |
| 5 maggio 1807  | Compagnia di San Secondo                                                  | F.Manè                               | cavallo toscano    | San Secondo                          | il paggio ha 11 anni |
| 3 maggio 1808  | Madonna dei sette dolori di Asti                                          | F.Manè                               | cavallo sardo      | -                                    | il palio reca l'aquila imperiale |
| 16 maggio 1809 | Luigi Bertrandi (S.Luigi Gonzaga)                                         | Marene                               | cavallo turco      | Torino                               | - |
| 6 maggio 1810  | Michele Ranco, per la N.S. del Molisso di Agliano                         | F.Manè                               | cavallo turco      | Agliano                              | - |
| 5 maggio 1811  | Michele Ranco, per la N.S. del Molisso di Agliano                         | B.Nattino                            | -                  | Agliano                              | - |
| 3 maggio 1812  | Conti Carlo Gabuti di Bestagno ed Emanuele Cotti di Ceres                 | B.Nattino                            | -                  | -                                    | - |
| 2 maggio 1813  | Conti Carlo Gabuti di Bestagno ed Emanuele Cotti di Ceres                 | B.Nattino                            | -                  | -                                    | - |
| 1814           | -                                                                         | -                                    | -                  | -                                    | Corsa sospesa "per i continui passaggi di truppe" |
| 6 aprile 1815  | Giovanni Festa per la Compagnia di San Secondo                            | B.Nattino                            | -                  | San Secondo                          | - |
| 5 aprile 1816  | C.Oggero per il Corpo Astigiano delle guardie d'onore di S.M.             | G.Montrucchio                        | -                  | -                                    | - |
| 2 aprile 1817  | Felice Sicoria, per S.Eusebio di Venaria                                  | A.Olmo                               | -                  | Venaria                              | - |
| 7 maggio 1818  | Felice Sicoria, per S.Eusebio di Venaria                                  | D.Moscati                            | -                  | Venaria                              | - |
| 4 maggio 1819  | Giuseppe M.Ranco per la B.V. delle candele di Santa Maria Nuova           | C.Manzone detto Baciascalino         | -                  | Santa Maria Nuova                    | - |
| 2 maggio 1820  | -                                                                         | Secondo Musso                        | -                  | Santa Maria Nuova                    | - |
| 1821           | -                                                                         | -                                    | -                  | -                                    | Corsa sospesa per i moti insurrezionali |
| 6 maggio 1822  | San Rocco                                                                 | Giuseppe Maria Ranco detto Pantalino | -                  | San Martino-San Rocco                | - |
| 1823           | Compagnia di San Secondo                                                  | -                                    | -                  | San Secondo                          | - |
| 4 maggio 1824  | Felice Balbo detto Sicoria, di Venaria                                    | -                                    | -                  | -                                    | - |
| 17 maggio 1825 | Pietro Rivetta, di Moncalvo                                               | -                                    | -                  | -                                    | - |
| 22 maggio 1826 | Giovanni Montrucchio, di Celle                                            | Vittorio Montrucchio                 | Cavallo sardo      | Celle d'Asti                         | Attuale comune di Celle Enomondo. La vittoria fu celebrata con un ex voto, tuttora visibile, commissionato dallo stesso fantino |
| 1º maggio 1827 | G.Ghissardi                                                               | S.Saracco                            | cavallo turco      | S.Evasio di Casale                   | - |
| 6 maggio 1828  | A.Schiavone                                                               | A.Schiavone                          | cavallo inglese    | Sant'Antonio da Padova               | - |
| 5 maggio 1829  | Guido Ricchi, di Acqui                                                    | -                                    | -                  | San Sebastiano di Acqui              | - |
| 1830           | Compagnia di San Secondo                                                  | P.Brunello                           | cavallo inglese    | San Secondo                          | - |
| 17 maggio 1831 | Conte Castellani                                                          | -                                    | -                  | -                                    | - |
| 1º maggio 1832 | Guido Ricchi, di Acqui                                                    | G.B. Cerrato                         | cavallo arabo      | San Sebastiano di Acqui              | - |
| 1833           | -                                                                         | -                                    | -                  | -                                    | non si conosce l'ordine d'arrivo |
| 6 maggio 1834  | Filippo Dabbene, di Dogliani, per la Confraternita di S.Luigi di Dogliani | D.Barberis                           | cavallo napoletano | Dogliani                             | - |
| 5 maggio 1835  | Francesco Mazzola, di Grana Monferrato, sotto gli auspici di S.Secondo    | D.Barberis detto Cravotto            | cavallo italiano   | San Secondo                          | - |
| 3 maggio 1836  | Francesco Mazzola, di Grana Monferrato, sotto gli auspici dell'Annunziata | G.Pistone                            | cavallo italiano   | [ N 1 ]                              | - |
| 2 maggio 1837  | Francesco Mazzola, di Grana Monferrato, a nome proprio                    | T.Taricco                            | cavallo italiano   | Grana Monferrato                     | - |
| 1º maggio 1838 | Giuseppe Busso                                                            | T.Taricco                            | cavallo italiano   | San Secondo                          | - |
| 7 maggio 1839  | Michelangelo Festa per la SS.Annunziata                                   | S.Camerano                           | cavallo sardo      | [ N 1 ]                              | - |
| 5 maggio 1840  | Bigham, segretario di legazione S.M.Britannica                            | D.Barberis                           | cavallo inglese    | San Secondo                          | - |
| 4 maggio 1841  | Michelangelo Festa                                                        | S.Camerano                           | cavallo sardo      | San Secondo                          | - |
| 5 maggio 1842  | Pasquale Bacigalupo di Milano                                             | G.Castelli                           | cavallo inglese    | San Giuseppe                         | - |
| 2 maggio 1843  | Odoardo Demichelis                                                        | D.Barberis                           | cavallo inglese    | San Carlo                            | - |
| 7 maggio 1844  | Odoardo Demichelis                                                        | D.Cravotto                           | cavallo inglese    | San Carlo                            | - |
| 6 maggio 1845  | Pasquale Bacigalupo                                                       | P.Passano                            | cavallo inglese    | Milano                               | - |
| 7 maggio 1846  | Pasquale Bacigalupo                                                       | S.Camerano                           | cavallo inglese    | Milano                               | - |
| 6 maggio 1847  | Pietro Bacigalupo                                                         | -                                    | cavallo inglese    | Milano                               | - |
| 1848-1849      | -                                                                         | -                                    | -                  | -                                    | Corsa sospesa per la Prima Guerra d'Indipendenza |
| 9 maggio 1850  | Giuseppe Revel                                                            | -                                    | -                  | Torino                               | - |
| 8 maggio 1851  | Tommaso Taricco                                                           | -                                    | -                  | Cuneo                                | - |
| 4 maggio 1852  | Carlo Pattarino                                                           | -                                    | cavallo inglese    | Torino                               | - |
| 3 maggio 1853  | Carlo Pattarino                                                           | -                                    | -                  | Torino                               | - |
| 2 maggio 1854  | Giuseppe Corrado, di Asti                                                 | -                                    | -                  | -                                    | - |
| 1º maggio 1855 | F.lli Ferrero                                                             | G. Mos                               | cavallo inglese    | -                                    | - |
| 6 maggio 1856  | Giovanni Ferrero, di Torino                                               | D. Barberis detto Cravotto           | cavallo inglese    | -                                    | - |
| 7 maggio 1857  | Pasquale Bacigalupo, di Milano                                            | G. Marengo                           | cavalla indigena   | -                                    | - |
| 4 maggio 1858  | Lorenzo Mercati                                                           | G. Gardenghi                         | cavalla inglese    | Padova                               | - |
| 1859           | -                                                                         | -                                    | -                  | -                                    | Corsa sospesa per la seconda guerra d'indipendenza italiana |
| 6 maggio 1860  | Pasquale Bacigalupo, di Milano                                            | G. Aghemo                            | cavallo barbero    | -                                    | - |
| 7 maggio 1861  | Giovanni Ferrero                                                          | F.Viano                              | cavalla inglese    | -                                    | si corre in piazza Campo del Palio |
| 6 maggio 1862  | Pasquale Bacigalupo                                                       | F.Viviano                            | cavalla inglese    | -                                    | - |
| 1863-1899      | -                                                                         | -                                    | -                  | -                                    | Corsa sospesa |

## XX secolo
| Anno | Stemma | Rione, Borgo, Comune     | Fantino                           | Cavallo                              | Note    |
| --- | ------ | ------------------------ | --------------------------------- | ------------------------------------ | ------- |
| Palio sospeso dal 1900 al 1928                                                                             |        |                          |                                   |                                      |         |
| 1929 |        | Santa Maria Nuova        | Pietro Audano detto Firmino       | Coriolan                             | [ N 3 ] |
| 1930 |        | San Pietro               | Faustolo Viarengo                 | -                                    | [ N 4 ] |
| 1931 |        | Viatosto                 | Giovanni Curti                    | -                                    | -       |
| 1932 |        | Santa Maria Nuova        | Mario Reggiani                    | -                                    | -       |
| 1933 |        | Tanaro Trincere Torrazzo | Vincenzo Viarengo                 | -                                    | [ N 5 ] |
| 1934 |        | San Martino              | Giuseppe Hansz                    | Aleso                                | -       |
| 1935 |        | Santa Maria Nuova        | Giacomo Boccardo                  | -                                    | -       |
| A causa delle stringenti disposizioni imposte dal regime fascista, la corsa viene sospesa dal 1936 al 1966 |        |                          |                                   |                                      |         |
| 1967 |        | Don Bosco-Viatosto       | Piero Altieri detto Petruzzo      | Gavin                                | -       |
| 1968 |        | San Pietro               | Andrea Degortes detto Aceto       | Stereo                               | -       |
| 1969 |        | San Pietro               | Rosario Pecoraro detto Tristezza  | Skygirl (Losna)                      | -       |
| 1970 |        | Torretta-Santa Caterina  | Sergio Ruiu detto Il Professore   | Amedeo                               | [ N 6 ] |
| 1971 |        | Don Bosco-Viatosto       | Giovanni Manca detto Gentleman    | Via Veneto (Via col Vento)           | -       |
| 1972 |        | Santa Maria Nuova        | Luigi Sassano                     | Gaytimex (Tornado)                   | -       |
| 1973 |        | San Pietro               | Rinaldo Spiga detto Spingarda     | Avella (Speranza)                    | -       |
| 1974 |        | Canelli                  | Mauro Finotto detto Jora          | Anin (Spumantino)                    | -       |
| 1975 |        | San Paolo                | Renato Magari detto Il Biondo     | Capriccio                            | -       |
| 1976 |        | Torretta                 | Mario Beccaris detto Chiodino     | Cel (Cus Cus)                        | -       |
| 1977 |        | Cattedrale               | Mario Grattarola                  | Larson                               | -       |
| 1978 |        | San Paolo                | Sergio Ruiu detto Il Professore   | Napo (Nobel)                         | -       |
| 1979 |        | San Paolo                | Sergio Ruiu detto Il Professore   | Mec (Nobel II)                       | -       |
| 1980 |        | Don Bosco-Viatosto       | Mariano Zedda detto Pepe          | Skat (Imprevisto)                    | -       |
| 1981 |        | Montechiaro              | Renato Magari detto Il Biondo     | Albert Todt (Capriccio)              | -       |
| 1982 |        | San Secondo              | Mario Beccaris detto Lo Scarùs    | Gamble on Gold (Argento)             | -       |
| 1983 |        | San Pietro               | Domenico Ginosa                   | Criugleford (Fortino)                | -       |
| 1984 |        | San Martino San Rocco    | Andrea Degortes detto Aceto       | Stachys (Sotto)                      | -       |
| 1985 |        | San Martino San Rocco    | Mario Cottone detto Truciolo      | Prairie Speedy (Olivolì Olivolà)     | -       |
| 1986 |        | Nizza Monferrato         | Leonardo Viti detto Canapino      | Varigino (Elf)                       | -       |
| 1987 |        | San Lazzaro              | Massimo Coghe detto Massimino II  | Akebat (Nuvola)                      | -       |
| 1988 |        | Moncalvo                 | Maurizio Farnetani detto Bucefalo | Scodata (Aida)                       | [ N 8 ] |
| 1989 |        | Moncalvo                 | Maurizio Farnetani detto Bucefalo | Scodata (Carmen)                     | -       |
| 1990 |        | Tanaro Trincere Torrazzo | Maurizio Farnetani detto Bucefalo | Phantasm (Brown Devil) (scosso)      | -       |
| 1991 |        | San Lazzaro              | Tonino Cossu detto Cittino        | Blu Bell Music (Lingotto)            | -       |
| 1992 |        | San Silvestro            | Angelo Depau detto Lucifero       | Ulita Deis                           | -       |
| 1993 |        | San Paolo                | Giuseppe Pes detto Il Pesse       | Grand Prix                           | -       |
| 1994 |        | Moncalvo                 | Mario Cottone detto Truciolo      | Rapsodia (scosso)                    | -       |
| 1995 |        | Moncalvo                 | Mario Cottone detto Truciolo      | Rapsodia (Stasera mi butto) (scosso) | [ N 9 ] |
| 1996 |        | Don Bosco                | Maurizio Farnetani detto Bucefalo | Blue Baker (Bingo)                   | -       |
| 1997 |        | Castell'Alfero           | Claudio Bandini detto Leone       | Pierino                              | -       |
| 1998 |        | Castell'Alfero           | Claudio Bandini detto Leone       | Pierino (Pierino Bis)                | -       |
| 1999 |        | San Lazzaro              | Massimo Coghe detto Massimino II  | Shakuntala (Nuvoletta)               | -       |

## XXI secolo
| Anno                                                                                    | Stemma | Rione, Borgo, Comune     | Fantino                           | Cavallo                                | Note                                                   |
| --------------------------------------------------------------------------------------- | ------ | ------------------------ | --------------------------------- | -------------------------------------- | ------------------------------------------------------ |
| 2000                                                                                    |        | San Secondo              | Maurizio Farnetani detto Bucefalo | Thera (Luna Rossa)                     | Palio straordinario in occasione del Giubileo          |
| 2000                                                                                    |        | Santa Maria Nuova        | Martin Ballesteros detto Pampero  | Guera                                  | -                                                      |
| 2001                                                                                    |        | San Lazzaro              | Massimo Coghe detto Massimino II  | Millennium Bug                         | -                                                      |
| 2002                                                                                    |        | Tanaro Trincere Torrazzo | Martin Ballesteros detto Pampero  | Sopran Cristinelli (Doctor Glass)      | -                                                      |
| 2003                                                                                    |        | Santa Caterina           | Giovanni Atzeni detto Tittìa      | Ergo Song                              | [ N 10 ]                                               |
| 2004                                                                                    |        | Torretta                 | Giuseppe Zedde detto Gingillo     | Ergo Song (Fischietto)                 | -                                                      |
| 2005                                                                                    |        | Santa Maria Nuova        | Maurizio Farnetani detto Bucefalo | Metacomet (L'Altro)                    | -                                                      |
| 2006                                                                                    |        | Santa Maria Nuova        | Maurizio Farnetani detto Bucefalo | Riverolino (Un Altro)                  | -                                                      |
| 2007                                                                                    |        | San Secondo              | Giovanni Atzeni detto Tittìa      | Blue Girl (Impera) (scosso)            | -                                                      |
| 2008                                                                                    |        | San Lazzaro              | Giuseppe Zedde detto Gingillo     | Yamamay (Domizia)                      | -                                                      |
| 2009                                                                                    |        | Santa Maria Nuova        | Massimo Coghe detto Massimino II  | Scythia (First Lady)                   | -                                                      |
| 2010                                                                                    |        | Tanaro Trincere Torrazzo | Gianluca Fais detto Vittorio      | Chamtuck (Rocco)                       | -                                                      |
| 2011                                                                                    |        | San Damiano              | Massimo Coghe detto Massimino II  | Scythia (Last Time)                    | -                                                      |
| 2012                                                                                    |        | San Martino-San Rocco    | Maurizio Farnetani detto Bucefalo | Alan Devonshire (Ventuno)              | -                                                      |
| 2013                                                                                    |        | Torretta                 | Giuseppe Zedde detto Gingillo     | The Kyllachy Kid (Il Conte la Violina) | [ N 11 ]                                               |
| 2014                                                                                    |        | Santa Caterina           | Andrea Mari detto Brio            | Reiholly (958)                         | [ 1 ]                                                  |
| 2015                                                                                    |        | San Paolo                | Valter Pusceddu detto Bighino     | Genarmoly (Salvatore)                  | -                                                      |
| 2016                                                                                    |        | Nizza Monferrato         | Giovanni Atzeni detto Tittia      | Moment of Love (Moscato Dry Santero)   | -                                                      |
| 2017                                                                                    |        | San Lazzaro              | Giuseppe Zedde detto Gingillo     | Bomario da Clodia                      | Da questo palio vengono utilizzati cavalli mezzosangue |
| 2018                                                                                    |        | Moncalvo                 | Federico Arri detto Ares          | Calliope da Clodia                     |                                                        |
| 2019                                                                                    |        | Baldichieri              | Mattia Chiavassa detto Tambani    | Farfadet du Pecos (Orgoglio) (scosso)  | Palio straordinario disputato dai sette Comuni         |
| 2019                                                                                    |        | Cattedrale               | Dino Pes detto Velluto            | Ribelle da Clodia                      | Palio disputato da Rioni e Borghi cittadini            |
| A causa della pandemia di Covid-19, il Palio non viene disputato negli anni 2020 e 2021 |        |                          |                                   |                                        |                                                        |
| 2022                                                                                    |        | San Lazzaro              | Giuseppe Zedde detto Gingillo     | Ajò de Sedini                          | -                                                      |
| 2023                                                                                    |        | Santa Maria Nuova        | Federico Arri detto Ares          | Ambra da Clodia                        | -                                                      |
| 2024                                                                                    |        | Torretta                 | Antonio Siri detto Amsicora       | Chimera da Clodia                      | -                                                      |

## Statistiche

### Vittorie per Rione, Borgo, Comune
| Rione, Borgo, Comune              | Vittorie totali | XX secolo | XXI secolo |
| --------------------------------- | --------------- | --------- | ---------- |
| Rione San Martino-Borgo San Rocco | 25              | 3         | 1          |
| San Damiano d'Asti                | 2               | 0         | 1          |
| Borgo Tanaro Trincere Torrazzo    | 4               | 2         | 2          |
| Borgo Santa Maria Nuova           | 12              | 4         | 5          |
| Borgo San Lazzaro                 | 7               | 3         | 4          |
| Rione San Secondo                 | 53              | 1         | 2          |
| Borgo Torretta                    | 4               | 1         | 3          |
| Rione Santa Caterina              | 5               | 1         | 2          |
| Castell'Alfero                    | 2               | 2         | 0          |
| Borgo Don Bosco                   | 2               | 2         | 0          |
| Moncalvo                          | 5               | 4         | 1          |
| Rione San Paolo                   | 13              | 4         | 1          |
| Rione San Silvestro               | 1               | 1         | 0          |
| Borgo San Pietro                  | 5               | 5         | 0          |
| Montechiaro d'Asti                | 1               | 1         | 0          |
| Borgo Viatosto                    | 6               | 4         | 0          |
| Rione Cattedrale                  | 10              | 1         | 1          |
| Canelli                           | 1               | 1         | 0          |
| Nizza Monferrato                  | 2               | 1         | 1          |
| Borgo San Marzanotto              | 0               | 0         | 0          |
| Baldichieri d'Asti                | 2               | 0         | 1          |

### Anni di ritardo dall'ultima vittoria
Borgo San Marzanotto non ha mai finora ottenuto vittorie, mentre Baldichieri ha vinto il palio straordinario del 2019, corso dai soli sette comuni, ma non ha mai riportato vittorie nelle corse regolari.
| Rione, Borgo, Comune              | Ultima vittoria | Ritardo              |
| --------------------------------- | --------------- | -------------------- |
| Borgo Torretta                    | 2024            | 0 anni e 332 giorni  |
| Borgo Santa Maria Nuova           | 2023            | 1 anno e 330 giorni  |
| Borgo San Lazzaro                 | 2022            | 2 anni e 329 giorni  |
| Baldichieri                       | 2019            | 5 anni e 332 giorni  |
| Rione Cattedrale                  | 2019            | 5 anni e 332 giorni  |
| Moncalvo                          | 2018            | 6 anni e 331 giorni  |
| Nizza Monferrato                  | 2016            | 8 anni e 315 giorni  |
| Rione San Paolo                   | 2015            | 9 anni e 313 giorni  |
| Rione Santa Caterina              | 2014            | 10 anni e 312 giorni |
| Rione San Martino-Borgo San Rocco | 2012            | 12 anni e 317 giorni |
| San Damiano d'Asti                | 2011            | 13 anni e 315 giorni |
| Borgo Tanaro Trincere Torrazzo    | 2010            | 14 anni e 314 giorni |
| Rione San Secondo                 | 2007            | 17 anni e 317 giorni |
| Castell'Alfero                    | 1998            | 26 anni e 313 giorni |
| Borgo Don Bosco                   | 1996            | 28 anni e 318 giorni |
| Rione San Silvestro               | 1992            | 32 anni e 313 giorni |
| Borgo San Pietro                  | 1983            | 41 anni e 315 giorni |
| Montechiaro d'Asti                | 1981            | 43 anni e 313 giorni |
| Borgo Viatosto                    | 1980            | 44 anni e 312 giorni |
| Canelli                           | 1974            | 50 anni e 318 giorni |

### Annotazioni
1. 1 2 3 4 5 6 7 8 9 10 11 12 13 14 15 16 17  L'attribuzione delle vittorie dell'Annunziata è a tutt'oggi incerta. Il territorio di tale confraternita, infatti, comprendeva totalmente quello dell'attuale Rione San Silvestro e in parte quello del Rione San Secondo; è inoltre certa la presenza dell'Annunziata nei territori degli attuali borghi San Pietro e Santa Maria Nuova, seppur sporadica. Le vittorie dell'Annunziata sono attualmente contese tra San Secondo, San Silvestro e Tanaro Trincere Torrazzo, la cui chiesa fu costruita con i fondi di questa confraternita.
2. 1 2 3 4 5 6  Le vittorie della confraternita dell'Annunziata sono contese dagli attuali rioni San Secondo e San Silvestro, dai borghi Santa Maria Nuova e San Pietro, inclusi totalmente o in parte nel territorio della confraternita. Anche il Borgo Tanaro Trincere Torrazzo reclama queste vittorie in quanto la chiesa di Tanaro fu costruita proprio con i fondi dell'Annunziata. A oggi, quindi, non esiste un'assegnazione univoca delle vittorie dell'Annunziata.
3. ↑  Il Palio è corso alla "lunga" in Corso Dante
4. ↑  Il Palio è corso in piazza Campo del Palio
5. ↑  Con il nome di Ponte Tanaro
6. ↑  Attuale Rione Santa Caterina. Nel 1970 il Consiglio del Palio di Asti deliberò di ammettere alla corsa solamente fantini residenti in Piemonte; tale norma rimase in vigore fino al 1983.
7. ↑  Fantino di riserva, sostituisce l'infortunato Gaetano Lobue
8. ↑  A partire da questa data si corre in Piazza Alfieri
9. ↑  Dopo questa edizione, vi fu una modifica al regolamento, per impedire che i fantini smontassero da cavallo appena partiti
10. ↑  Vittoria assegnata dopo la squalifica del Borgo Tanaro per scorrettezze nei confronti del Rione San Secondo
11. ↑  Corsa rimandata al giorno successivo per il maltempo

### Fonti
1. ↑  Palio di Asti, trionfa Santa Caterina, ANSA, 21 settembre 2014
2. ↑   Maria Cristina Magri, Asti, buone notizie: niente cavalli Purosangue Inglesi quest’anno, in cavallomagazineit, Asti, MONRIF NET S.r.l., 8 Settembre 2017. URL consultato il 1º Settembre 2024.
3. ↑   Massimo Elia, Federico Arri: «Ad Asti ho già vinto ed è stata una sensazione bellissima che vorrei rivivere», in lanuovaprovincia.it, Asti, Editrice OMNIA S.r.l., 2 Agosto 2022. URL consultato il 4 Settembre 2022.
4. ↑   Palio di Asti 2019, vince la Cattedrale. Il rione non trionfava da 42 anni, in torino.corriere.it, RCS MediaGroup, 1º settembre 2018. URL consultato il 2 settembre 2019.